# Ienkî, Horol
Ienkî (în ucraineană Єньки) este un sat în comuna Petrivka din raionul Horol, regiunea Poltava, Ucraina.

## Demografie
Componența lingvistică a localității Ienkî
     Ucraineană (97,65%)
     Rusă (2,35%)
Conform recensământului din 2001, majoritatea populației localității Ienkî era vorbitoare de ucraineană (97,65%), existând în minoritate și vorbitori de rusă (2,35%).